# ساموئل گونتون
ساموئل گونتون (انگلیسی: Samuel Gunton؛ 1883 – ۱۹۵۹ (۷۵−۷۶ سال)) بازیکن فوتبال اهل بریتانیا بود.
از باشگاه‌هایی که در آن بازی کرده‌است می‌توان به باشگاه فوتبال نوریچ سیتی، باشگاه فوتبال دونکستر راورز، باشگاه فوتبال گینزبورو ترینیتی و باشگاه فوتبال برنلی اشاره کرد.